# 校園傳說 (漫畫)
《校園傳說》，原名《School Reverse》，日本漫畫家飯田晴子的短篇漫畫作品，全1冊。
1992年由日本白泉社出版，2001年於台灣由東立出版社發行台灣中文版。
內容主要為四篇圍繞著校園傳說的校園短篇戀愛故事；另有一篇充滿魔幻風味的短篇作品。

## 神奇樓梯的傳說
傳說中，這裡是個男女相遇的地方，學生們在牆上寫了許多塗鴉…內容是真是假沒有人知道。
這傳說就這樣代代相傳，世紀交替，至今仍廣為流傳著…
聽說命運中的兩人，在樓梯上相遇就會在此結下緣份。
與其說這其實只是個巧合，還不如說它是個奇蹟來得貼切…
學生們在此許下自己青春的願望，對這個樓梯的傳說深信不疑，
於是，大家都叫它──
校園傳說，

## 《校園傳說》內容
- School Reverse F1
- School Reverse F2
- School Reverse F3
- School Reverse F4
- 砂的預言者